# NGC 3990
NGC 3990 је елиптична галаксија у сазвежђу Велики медвед која се налази на NGC листи објеката дубоког неба.
Деклинација објекта је + 55° 27' 31" а ректасцензија 11h 57m 35,5s. Привидна величина (магнитуда) објекта NGC 3990 износи 12,5 а фотографска магнитуда 13,5. Налази се на удаљености од 13,650 милиона парсека од Сунца. NGC 3990 је још познат и под ознакама UGC 6938, MCG 9-20-43, CGCG 269-24, PGC 37618.